# كوين كريك (أريزونا)
كوين كريك (بالإنجليزية: Queen Creek, Arizona)‏ هي بلدة تقع في مقاطعة ماريكوبا، أريزونا, مقاطعة بينال، أريزونا بولاية أريزونا في الولايات المتحدة. تأسست عام 1990، تبلغ مساحتها 66.8 (كم²)، وترتفع عن سطح البحر 428 م، بلغ عدد سكانها 26361 نسمة في عام 2010 حسب إحصاء مكتب تعداد الولايات المتحدة وتصل الكثافة السكانية فيها 248.9 نسمة/كم2.

## التركيبة السكانية
حدّد مكتب تعداد الولايات المتحدة بيانات التركيبة السكانية لكوين كريك في تعداد الولايات المتحدة. في ما يلي، التركيبة السكانية حسب تعدادي 2000 و2010.

### تعداد عام 2000
بلغ عدد سكان كوين كريك 4,316 نسمة بحسب تعداد عام 2000، وبلغ عدد الأسر 1,218 أسرة وعدد العائلات 1,074 عائلة مقيمة في البلدة. في حين سجلت الكثافة السكانية 51.4 نسمة لكل كيلومتر مربع (133.1/ميل2). وبلغ عدد الوحدات السكنية 1,281 وحدة بمتوسط كثافة قدره 15.2 لكل كيلومتر مربع (39.4/ميل2).
وتوزع التركيب العرقي للبلدة بنسبة 82.14% من البيض و0.35% من الأمريكيين الأفارقة و0.53% من الأمريكيين الأصليين و0.32% من الأمريكيين ذوي الأصول الآسيوية و0.07% من سكان جزر المحيط الهادئ و14.30% من الأعراق الأخرى و2.29% من عرقين مختلطين أو أكثر و29.98% من الهسبانيون أو اللاتينيون من أي عرق.
بلغ عدد الأسر 1,218 أسرة كانت نسبة 55.7% منها لديها أطفال تحت سن الثامنة عشر تعيش معهم، وبلغت نسبة الأزواج القاطنين مع بعضهم البعض 75.9% من أصل المجموع الكلي للأسر، ونسبة 7.2% من الأسر كان لديها معيلات من الإناث دون وجود شريك،  بينما كانت نسبة 5% من الأسر لديها معيلون من الذكور دون وجود شريكة وكانت نسبة 11.8% من غير العائلات. تألفت نسبة 8% من أصل جميع الأسر من عدة أفراد يعيشون في نفس المنزل ونسبة 2.8% كانت تتألف من شخص يعيش بمفرده يبلغ من العمر 65 عاماً أو أكثر. وبلغ متوسط حجم الأسرة المعيشية 3.54، أما متوسط حجم العائلات فبلغ 3.77.
بلغ العمر الوسطي للسكان 30.9 عاماً. وكانت نسبة 35.4% من القاطنين تحت سن الثامنة عشر، وكانت نسبة 8.7% بين الثامنة عشر والرابعة والعشرين عاماً، ونسبة 30.1% كانت واقعةً في الفئة العمرية ما بين الخامسة والعشرين والرابعة والأربعين عاماً، ونسبة 20.9% كانت ما بين الخامسة والأربعين والرابعة والستين، ونسبة 4.8% كانت ضمن فئة الخامسة والستين عاماً فما فوق. يوجد لكل 100 أنثى 104.8 ذكر، ويوجد لكل 100 أنثى في الثامنة عشر من عمرها فما فوق 105.3 ذكر.
بلغ متوسط دخل الأسرة في البلدة 63,702 دولارًا، أما متوسط دخل العائلة فبلغ 65,679 دولارًا. وكان متوسط دخل الذكور 45,000 دولارًا مقابل 31,447 دولارًا للإناث. وسجل دخل الفرد الخاص بالبلدة 21,592 دولارًا. وكانت نسبة 6% من العائلات ونسبة 9.2% من السكان تحت خط الفقر، وكان من هؤلاء نسبة 10% تحت سن الثامنة عشر ونسبة 6.5% في الخامسة والستين من العمر وما فوق.

### تعداد عام 2010
بلغ عدد سكان كوين كريك 26,361 نسمة بحسب تعداد عام 2010، وبلغ عدد الأسر 7,720 أسرة وعدد العائلات 6,557 عائلة مقيمة في البلدة. في حين سجلت الكثافة السكانية 313.8 نسمة لكل كيلومتر مربع (812.7/ميل2). وبلغ عدد الوحدات السكنية 8,557 وحدة بمتوسط كثافة قدره 101.9 لكل كيلومتر مربع (263.9/ميل2).
وتوزع التركيب العرقي للبلدة بنسبة 83.62% من البيض و3.40% من الأمريكيين الأفارقة و0.72% من الأمريكيين الأصليين و2.78% من الأمريكيين ذوي الأصول الآسيوية و0.15% من سكان جزر المحيط الهادئ و5.77% من الأعراق الأخرى و3.58% من عرقين مختلطين أو أكثر و17.32% من الهسبانيون أو اللاتينيون من أي عرق.
بلغ عدد الأسر 7,720 أسرة كانت نسبة 56.8% منها لديها أطفال تحت سن الثامنة عشر تعيش معهم، وبلغت نسبة الأزواج القاطنين مع بعضهم البعض 71.6% من أصل المجموع الكلي للأسر، ونسبة 8.4% من الأسر كان لديها معيلات من الإناث دون وجود شريك،  بينما كانت نسبة 4.9% من الأسر لديها معيلون من الذكور دون وجود شريكة وكانت نسبة 15.1% من غير العائلات. تألفت نسبة 10.4% من أصل جميع الأسر من عدة أفراد يعيشون في نفس المنزل ونسبة 2% كانت تتألف من شخص يعيش بمفرده يبلغ من العمر 65 عاماً أو أكثر. وبلغ متوسط حجم الأسرة المعيشية 3.41، أما متوسط حجم العائلات فبلغ 3.69.
بلغ العمر الوسطي للسكان 29.8 عاماً. وكانت نسبة 37.4% من القاطنين تحت سن الثامنة عشر، وكانت نسبة 6.7% بين الثامنة عشر والرابعة والعشرين عاماً، ونسبة 32.2% كانت واقعةً في الفئة العمرية ما بين الخامسة والعشرين والرابعة والأربعين عاماً، ونسبة 18.5% كانت ما بين الخامسة والأربعين والرابعة والستين، ونسبة 5.2% كانت ضمن فئة الخامسة والستين عاماً فما فوق. وتوزع التركيب الجنسي للسكان بنسبة 50.1% ذكور و49.9% إناث.

## وصلات خارجية
- http://www.queencreek.org/
- The US50 - Cities and Towns in Arizona State
- Arizona Cities and Towns, Facts, Map, Flag, Colleges, Government, and More